# Demètre Ioakimidis
Demètre (Démétrios) Ioakimidis, né le 1er octobre 1929 à Trieste en Italie et décédé le 15 décembre 2012  à Genève en Suisse, est un anthologiste de science-fiction, de nationalité grecque.

## Anthologiste de science-fiction
Demètre Ioakimidis a écrit de nombreux articles pour la revue Fiction, dans les années 1960 et 1970.
Il est un anthologiste et préfacier prolifique. Il est notamment connu pour avoir préfacé de nombreux livres de la série La Grande Anthologie de la science-fiction parue dans les années 1970 et 1980, avec Jacques Goimard et Gérard Klein.

## Liste des ouvrages dont il a écrit la préface ou la postface
- 1975, préface de Histoires de planètes dans La Grande Anthologie de la science-fiction.
- 1983, préface de Histoires de créatures dans La Grande Anthologie de la science-fiction.
- 1983, préface de Histoires de surhommes dans La Grande Anthologie de la science-fiction.
- 1984, préface de Histoires paradoxales dans La Grande Anthologie de la science-fiction.